# Хрестини

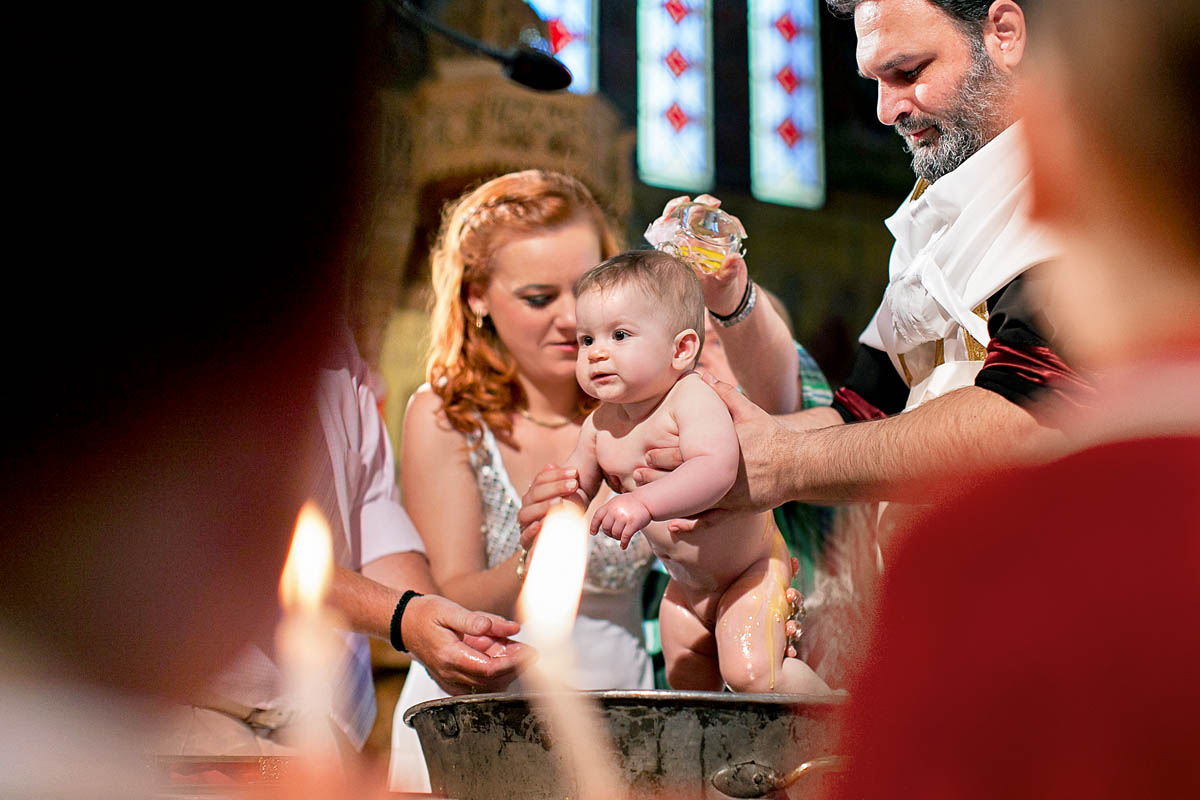
Хрещення

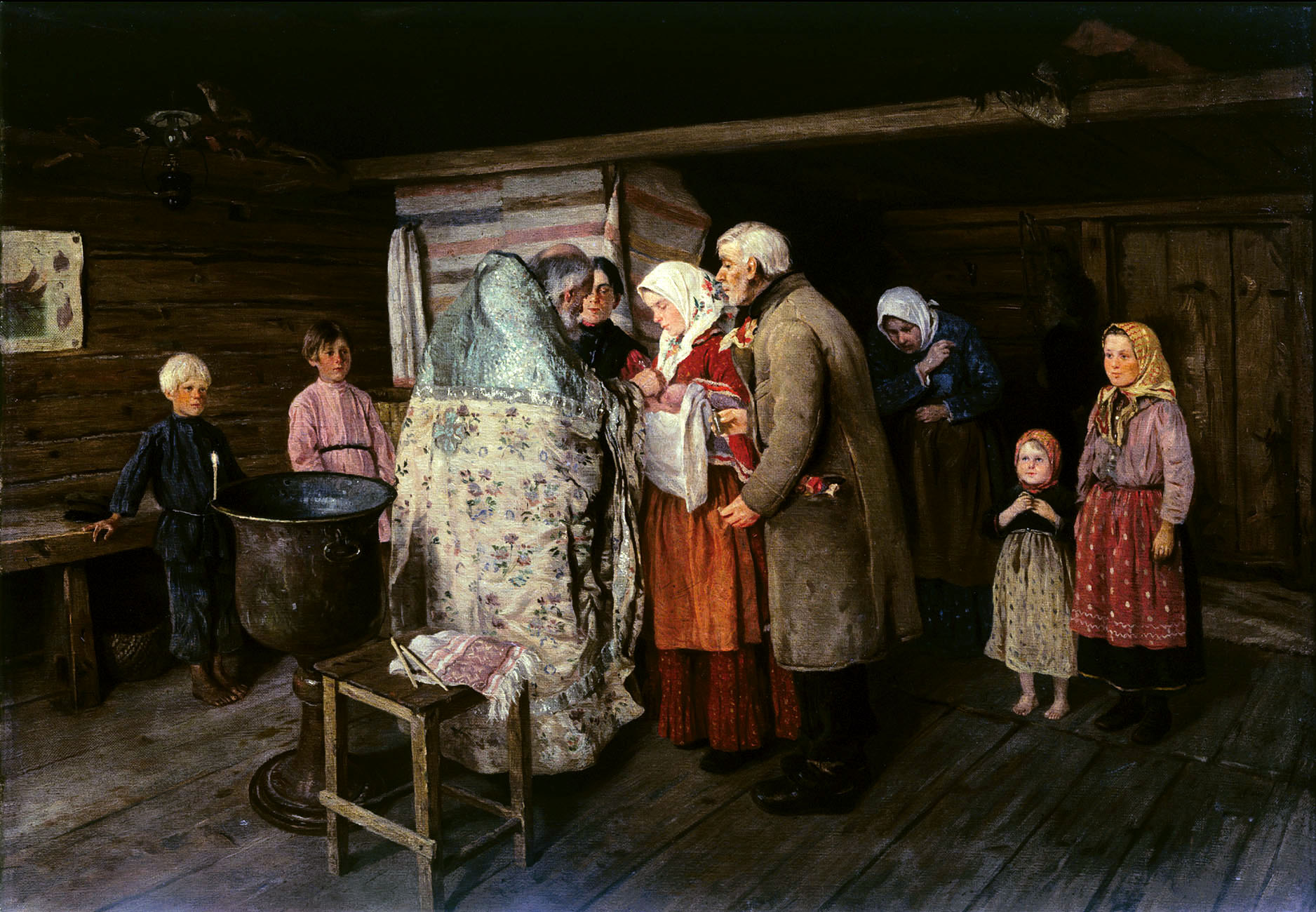
Хрестини

Хрести́ни — народний обряд, пов'язаний з християнським хрещенням, а також це комплекс обрядових дій, спрямованих на прилучення дитини до сім'ї, общини і християнського світу. 
Розрізнялись декілька варіантів хрестин –переважно народні, суто релігійні та змішані. Найбільш поширений в Україні останній варіант: спочатку дитину хрестять у церкві, а потім у родині влаштовують гостину.
В Україні обряд хрещення розпадається на дві частини: частина, пов'язана безпосередньо з Хрещенням — її в Галичині і на Правобережжі називали просто Хрестом, і учта після охрещення, на вшанування породіллі та охрещеної дитини.

## Хрещення
Після того, як баба сходить до священика «за молитвою» чоловік, я то й баба-повитуха іде запрошувати «в куми». Коли куми приходять, приносять із собою хліб, а кума — крижмо. Тоді простилали кожух і клали на нього дитину. Подекуди клали на кожух ще й батьківські штани (якщо то був хлопець), або материну сорочку (якщо була дівчина). Тоді КУМИ й баба, без батька та гостей тричі підносили кожух із дитиною вгору, примовляючи: «На многі літа, на многі літа, на миті літа!» (МУЕ, НТШ. VIII, 191) Потім баба брала дитину й передавала її кумі. Кума обгортала в чисту батькову чи материну сорочку, а баба всовувала непомітно в сорочки цілушку, відрізану від кумового хліба. Другу цілушку хліба брала кума собі за пазуху, а кум отримував від баби вузлик із печиною та вугіллям. На Київщині баба, даючи той вузлик стиха примовляла: «Вугілля та печина лихим очам, сокира в спину, хто буде завидувати нашу дитину» (там же ст. 192). Як тільки кум виходив за ворота, мусив вузлик кинути собі за плечі чи назад через голову: «Щоб не наврочило нішо дитині бо воно вперше ще йде на очі людські». На Уманщині кум кидав той вузлик за плечі десь на першому перехресті (К. Ст. 1898. V. 165). На Волині та на Поділлі клали ще й на порозі хати сокиру й кілька вугликів, і куми, виходячи з хати з дитиною, мусили обов'язково наступити ногами на сокиру та на вугілля: це все служило, як охорона від нечистої сили та зурочення.
До церкви дитину несла кума. Кум купував у церкві хрестика для дитини. Священик у церкві перше простригав на голові в дитини хреста, потім давав її в руки кумові, мирував дитину, а потім зливав їй на голову воду. В православних же дитину й цілком занурювали в хрестильницю. Перше і в католиків дитину занурювали в воді, і цей звичай був у повній силі ще в XIII ст., як свідчить Фома Аквінський, що визнавав занурювання більш згідним із правдивим переданням, ніж поливання. І тому навіть ще в XV ст. зустрічаємо в іконах католицьких мистців обряд занурювання, а не поливання. З хрестом в'язалися в народі численні вірування та забобони. Насамперед уважали, щоб куми трималися пристойно й побожно (зрештою, цього вимагала й Церква), бо — «який кум, така й дитина» (МУЕ НТШ. VIII. 50). Поведінка кумів може відбитися на будучому житті хрещеника. Навіть і до священика наші люди мали такі самі застереження, як то видно з відомої приповідки: «Дурний тебе піп хрестив», тому й у тебе розуму небагато.
Звертали увагу і на те, як поводилася дитина під час хрещення: Якщо дитина вмочиться, то вважали, що й все її життя буде «запаскуджене». (К. Ст. 1893. кн. 42. ст. 78). На Поділлі навпаки вважали, що життя такої дитини буде щасливе (там саме). Якщо дитина коцюрбилася, коли її поливали водою то думали, що це віщує її скору смерть (Чуб. І. 9). На Гуцульщині ворожили дитині довгий чи короткий вік  залежно від того, чи легко, чи важко гаситься при хрещенні свічка (там саме). Пчихання дитини під час Хресту віщувало їй довге життя. Плач віщував здоров'я. Натомість за недобрий знак приймали, коли дитина без плачу кривилася (там саме). 3 Хрестом в'яжеться й надання імені. Серед гуцулів, наприклад, було заведено, йдучи до церкви, стелити на поріг петик (верхній одяг), на котрий клали дитину. Після того, як мати тричі переступала через дитину, кума брала її на руки і виносила у сіни. Там баба клала під поріг ніж, а кума, переступаючи поріг, подавала ніж через вікно. Після цих магічних обрядів куми несли дитину до церкви на хрещення.
Охрещену дитину несли додому якнайшвидше і звичайно тією самою дорогою, що й до церкви. Приходячи до хати, якщо попередні діти в родині вмирали, новоохрешену дитину подавали через вікно. На Бойківщині сам господар мав прийняти її через вікно від баби і покласти її на помело, яким замітають у печі, біля порога. Тоді баба входила, брала дитину й передавала її поліжниці. (ЗНТШ. т. 114 І. 131) Куми тим часом поздоровляли з сином чи дочкою, називаючи дитину іменем, яке було дитині надано, і проголошували давню формулу: «Хай вам Бог зростить І від вас брали народжене, а вам приносимо охрещене». (Перв. Громад. 1926, І, 79).
Одночасно вживали нових методів проти зурочення. У гуцулів кума рубала волосок дитини срібним грошем, примовляючи: «Аби було таке щасливе, як щасливе срібло!» (МУЕ НТШ. VIII. 53. Шухевич «Гуцульщнна» ст. 5). На Придніпрянщині принесену дитину клали знову на кожух, а також обносили навкруги стола — «щоб приготувати їй рай» (МУЕ НТШ. VIII, 53). Також обв'язували «полоскунами», щоб, вирісши, дитина була плідна (Чуб. IV. 6).

## Учта
Учту зазвичай влаштовували щойно після охрещення. Куми, віддавши дитину матері, засідали за стіл, а батько йшов до сусідів кликати на хрестини. Тим часом кум пив до поліжниці: «Кумо, дай Боже здоров'я!» — «Пийте здорові». — «Як мені легко тую порцію горілки випити, так би вам легко з пологу встати!» (ЗНТШ. т. 114, ст. 131).
Коли починали сходитися гості, вішали десь коло дитини червоного пояса, або окрайку з китайки: на випадок, коли б яка жінка прийшла з місячкою від чого у дитини могли б висипати чиряки, та і взагалі від зурочливого ока. (МУЕ НТШ. УЩ, ст. 79).
Кожний гість приносив звичайно дарунок. У гуцулів жінки приносили перемітки, полотно, хліба, кидали васильки в купіль; чоловіки давали зазвичай гроші у купіль. На Поділлі дарували переважно борошно, горох, сушню, і яйця. На Ніжинщині жінки несли гречані вареники з сиром, з капустою або з сушеними грушками і примовляли: «Як вареник повний, щоб така була породілля: що вийшло з неї, так щоб наповнилось!» Подекуди давали паляниці, примовляючи: «На тобі паляницю, та затули бочки, де були сини й дочки!» Або: «На кумо, кусочок, та закладай куточок, де був синочок!», (там же ст. 56).
Щодо страв, які готувалися на хрестини, то по всіх усюдах був на те приписаний порядок. Пекли спеціально на цей день призначені печива, паляниці тощо. У гуцулів це були спеціальні калачики, тому й ввесь цей обряд називався «похресні колачини». З інших страв мусила бути якась каша, що геть не належить до обрядових страв, У стародавнім «Цвітнику» згадується, що «баби каші варять на собраніє роженицям», і таке саме згадується в одному збірнику XV ст. (там же, ст. 57).
Коли гості вже посходилися, баба-повитуха всіх вітала: роздавала «квітки», зроблені взимку — з колосків жита чи пшениці, а влітку — із барвінку, калини та васильків, примовляючи: «Просить породілля на колач і на горілочку, а похресник на квіточку». Гості отримавши Квіточку давали по змозі бабі на горілочку, а дитині «на повивач». Ту «квітку» кожний мав нести з собою додому, інакше з ним могло б трапитися якесь нещастя, (там саме ст. 58).
З квіткою баба підносила й чарку варенухи, чи якої іншої горілки. Пили зазвичай по повній, бризкаючи лишки до стелі й цримовляючи: «Оттакий рости! Оттака будь! Оттаке щастя хай Бог дає!». Або й ширше: «Дай же Боже, щоб кума одужала тай сама годувала та доглядала, а син великий ріс та щасливий був, та щоб і женить діждала, собі поміч мала! Та щоб її, стару, доглядали діти, як і їх тепер доглядаємо!» (там же, ст. 193).
Того дня дитини не купали: «щоб не змити святої води». А купали на другий день в тих квітках, що позалишалися (що їх гостям не роздали). І пізніше ніколи не купали того дня, в який хрестини були, (там саме). Мати на другий день мала з'їсти ту цілушку хліба, що її баба усунула була в першу пелюшку, як несли «до хресту»: це — «щоб покорм був», (К. Ст. 1898. V, 266).
По закінченні учти, баба запрошувала часто гостей ще й «до чопа», себто до корчми, де всі гості ще довго гуляли.

## Привітання
- Хрестини на Хмельниччині
- Найкращі привітання з Хрестинами [Архівовано 27 липня 2014 у Wayback Machine.]